# La Caverne tibétaine
La Caverne tibétaine est la vingt-sixième histoire de la série Le Scrameustache de Gos et Walt. Elle est publiée pour la première fois du no 2813 au no 2823 du journal Spirou, puis en album en 1992. Elle à une suite, l’album Le Cristal des Atlantes.

## Univers

### Synopsis
En prenant part à des fouilles archéologiques en Chine, l'oncle Georges fait une étrange découverte.

### Personnages[2]
- Le Scrameustache
- Khéna
- l’oncle Georges
- les lamas tibétains
- Longpo